# Chico Viola Não Morreu
Chico Viola Não Morreu es una película en blanco y negro, coproducción de Argentina y Brasil dirigida por Román Viñoly Barreto sobre el guion de Gilda de Abreu. Se estrenó en 1955 y que tuvo como protagonistas a Inalda de Carvalho, Wilson Grey, Eva Wilma, Heloísa Helena y Cyl Farney.

## Sinopsis
Es la biografía novelada del cantante Francisco Alves, también conocido como Rei da Voz y, más íntimamente, como Chico Viola. Narra la oposición de su padre a que cantara, su aventura en el circo, su pasaje por varias ocupaciones, sus amores y rupturas, su descubrimiento en un bar a la madrugada y, finalmente, su éxito truncado al fallecer en 1952 en un accidente de tránsito.

## Reparto
- Alexandre Amorim
- Paulo Gilvan Bezerril
- Blecaute
- Wilza Carla
- Arnóbio Carvalho
- Inalda de Carvalho
- Jacy de Oliveira
- Sérgio de Oliveira
- Moacyr Deriquém
- Cleonir dos Santos
- Cyl Farney	 ...	Francisco Alves
- Edson França
- Geny França
- Wilson Grey
- Heloísa Helena
- Joe Lester
- Vera Lúcia Magalhães
- Laís Maria
- Avany Maura
- José Melo
- Tupiara Molina
- Paulo Montel
- Francisco moreno
- João Costa Neto
- D'Andréa Netto
- Domingos Pereira
- João Péricles
- Walter Quinteiro
- Maria Luiza Raposo
- Ruy Rey
- Frederico Schlee
- Túlio Varga
- Derek Wheatley
- Eva Wilma

## Comentario
Gabriel Carneiro comentó en Revistazingu:

"Filme de estructura clásica, narrada a partir de un largo flashback… pretende describir de forma bastante humanizada al cantor usando todos los recursos que posibilita la ficción (así como también todos los clichés)…. no se debe esperar una gran obra. No fue hecho para eso. Mas dentro de lo que se propone, el director Román Viñoly Barreto consigue hacer uu buen filme clásico, con muchos menos problemas que los que esos dramas musicales tenían en su época”.